# 下街道 (善光寺道)

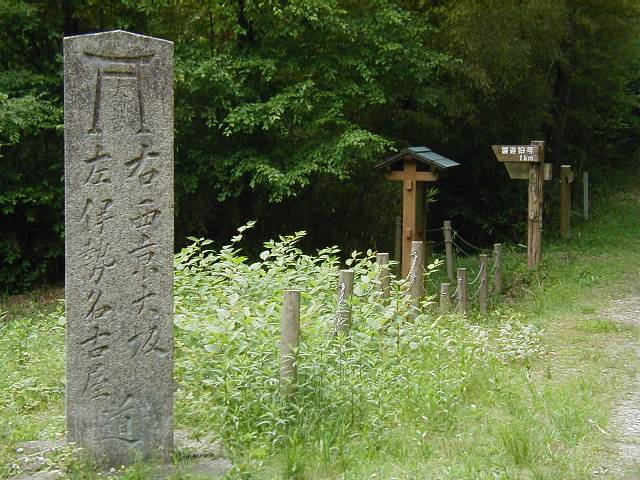
槙ヶ根追分

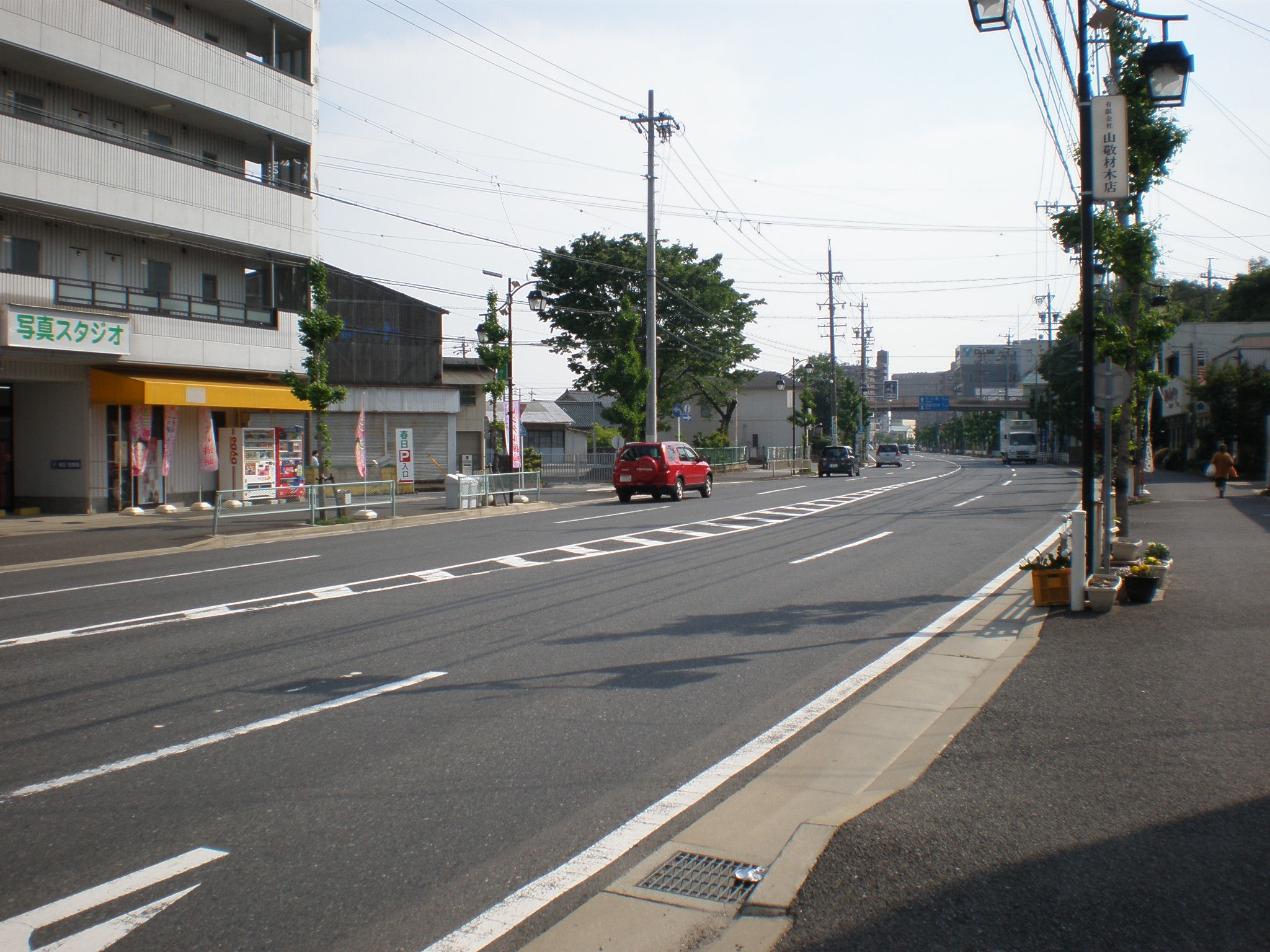
旧・下街道（愛知県道508号内津勝川線、撮影場所：愛知県春日井市柏井町）

下街道（したかいどう）は、日本の街道である。江戸時代に中山道と名古屋城下を結んだ脇往還である。善光寺道、釜戸筋、内津道、名古屋道、伊勢道とも呼ばれた。

## 概要
中山道の大井宿と大湫宿の間にある槙ヶ根追分から、釜戸、内津を経て名古屋城下の伝馬町札の辻まで、土岐川（庄内川）の沿岸を通る全長15里の街道。現在の国道19号に相当する。
「日本武尊（やまとたけるのみこと）が東征の帰りにこの道を通った」と言う伝説があり、街道としての歴史は古い。土岐川は、川底が浅く急流であったために水運が起こらず、陸路としての下街道が発達した。

### 江戸時代
江戸時代にはこの間の交通は、大井宿から伏見宿までを中山道を行き、そこから上街道に入り、小牧宿を経て名古屋城下に入るのが本筋であり、五街道である中山道の宿場を保護するために荷物と公人はそちらのルートを通る事が義務づけられ、下街道の通行は禁じられた。
そのため下街道は裏街道の扱いとなり、正式には宿場は設けられなかった。しかし、中山道・上街道ルートは山深い道を19里も行かなければならないが、下街道なら川沿いの平たんな道を15里で済んだので、禁止されているにもかかわらず、多くの荷物が下街道を通行していた（上街道と中山道の宿場は、たびたび下街道の商人荷物輸送の停止を訴え出ているが、これが逆に下街道の利用が多かったことを示している）。
公人ではない一般の旅行者には規制はなく、名古屋方面からの御岳参りや善光寺参り、木曽方面からの伊勢参りなどの利用者が多かったため、善光寺道、伊勢道とも呼ばれた。

### 近代・現代
明治に入り規制がなくなると、名古屋方面と（伊那谷以外の）信州を移動する人も荷物も、専ら下街道を利用する様になった。さらに、明治になり新しく帝都となった東京と西日本を結ぶ国土幹線交通路は、国鉄東海道本線の敷設などにより、岐阜より東側ではもっぱら名古屋・静岡経由の東海道沿線が担うようになった。そのため、中部山岳を通る内陸ルート自体が、本州を縦貫する東西交通路から、中京地方と信州を結ぶ地域内交通路へと役割を変えていった。その結果、近畿から関が原を通って、（名古屋へ南下迂回せず）岐阜市や美濃太田を経由して長野県を通過する江戸時代の中山道自体が、東西交通を担う単一の道としては主たる交通路から外れ、地方ごとに解体再編されることとなった。
まず、明治期の中山道の付け替え国道について、大井-山野内（瑞浪市）間については下街道ルートが採用され中山道本道は外され始めた。戦後の国道19号に至っては、名古屋から、下街道・木曽路・善光寺西街道に沿ったルートを通って長野市へと向かう国道として設定されている。これは名古屋と善光寺（長野市）を結ぶ、「善光寺道としての下街道」と同趣旨の交通路として理解されていることを示しており、「近畿と関東を結ぶ東西交通路としての中山道」は、国道ルート設定の基礎としては完全に忘れられてしまった。
さらに、名古屋の経済的影響力の強まりとともに、東西交通路自体も、下街道ルート沿いに敷設されることが多くなり、JR中央本線も下街道ルートが採用され、中央自動車道もやはり、瑞浪以西は下街道ルートが採用されている。中央リニア新幹線についても、名古屋・中津川間については、ほぼ下街道およびその延長沿いに建設される予定であることが明らかとなった。
旧・下街道は、おおむね岐阜県道421号武並土岐多治見線・岐阜県道352号大西瑞浪線・愛知県道508号内津勝川線として道筋が残っている。

## 宿場・追分
正式には宿場が設けられなかった。そのため、宿場や立場の役割を果たしていた主な地名を挙げる。
- （上街道）札の辻（名古屋市中区）
- 大曽根口（名古屋市東区）
- 勝川（春日井市）
- 鳥居松（春日井市）
- 和泉（春日井市）
  - 坂下御殿
- 内津（春日井市）
- 池田（多治見市）
- 多治見（多治見市）
- 高山（土岐市）
- 土岐（瑞浪市）
- 釜戸（瑞浪市）
- 竹折（恵那市）
- 中山道 槙ヶ根追分（恵那市）
  - 中山道 大井宿（恵那市）

※ これ以外にも宿泊や休憩ができた集落があり、街道をどう区切るかには諸説がある。

## ギャラリー

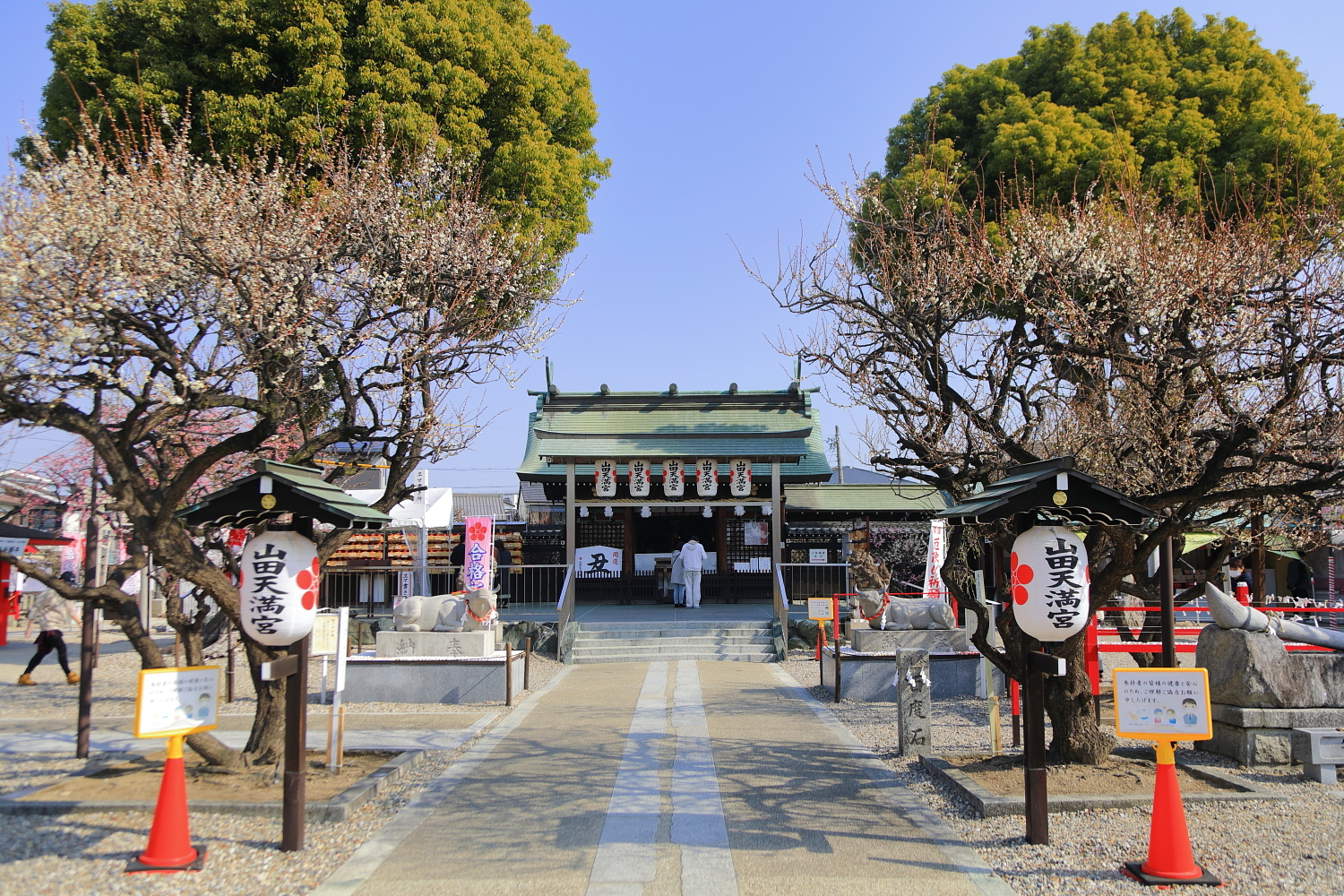
大曽根口 山田天満宮（名古屋市北区）
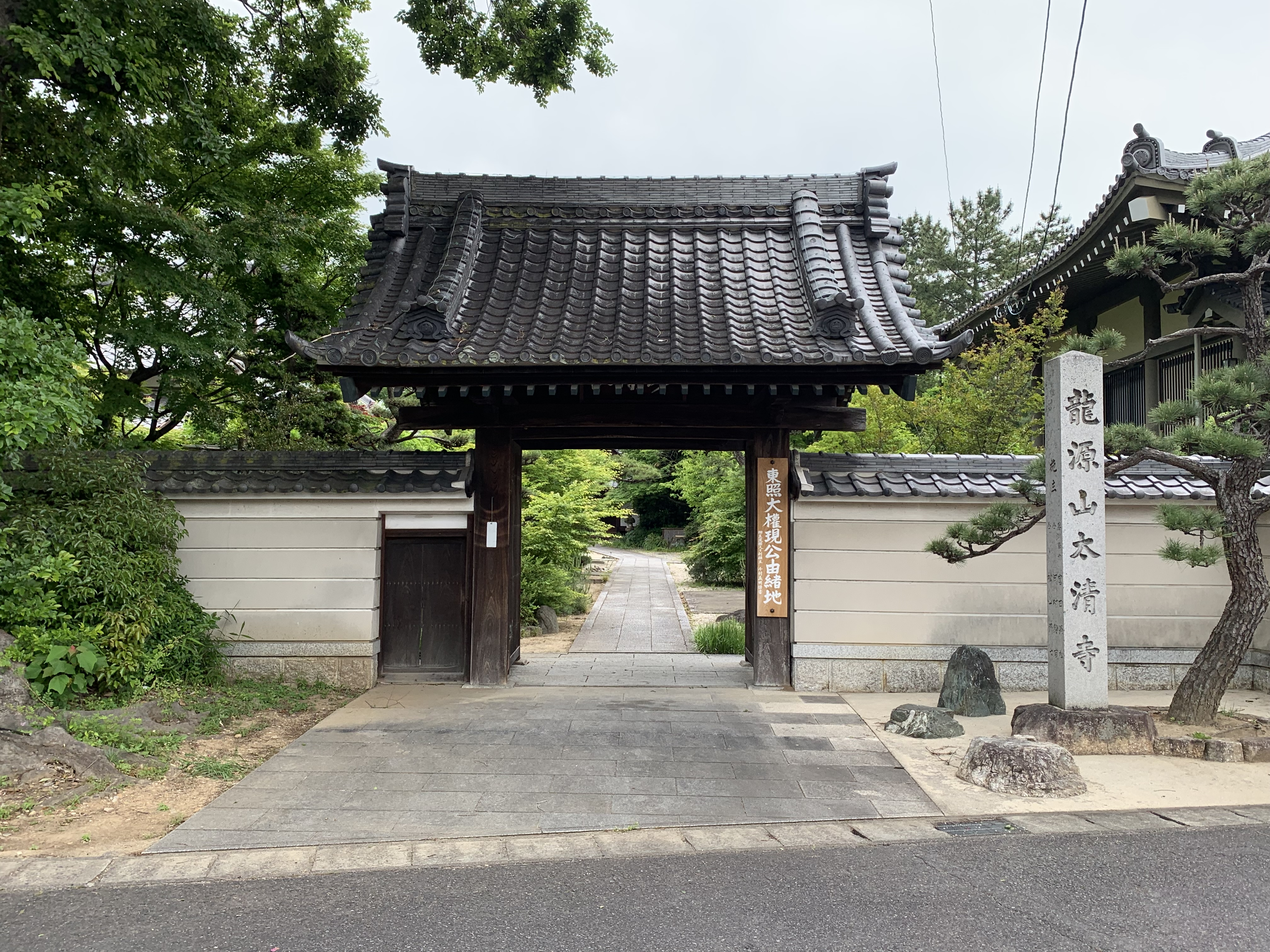
勝川 太清寺
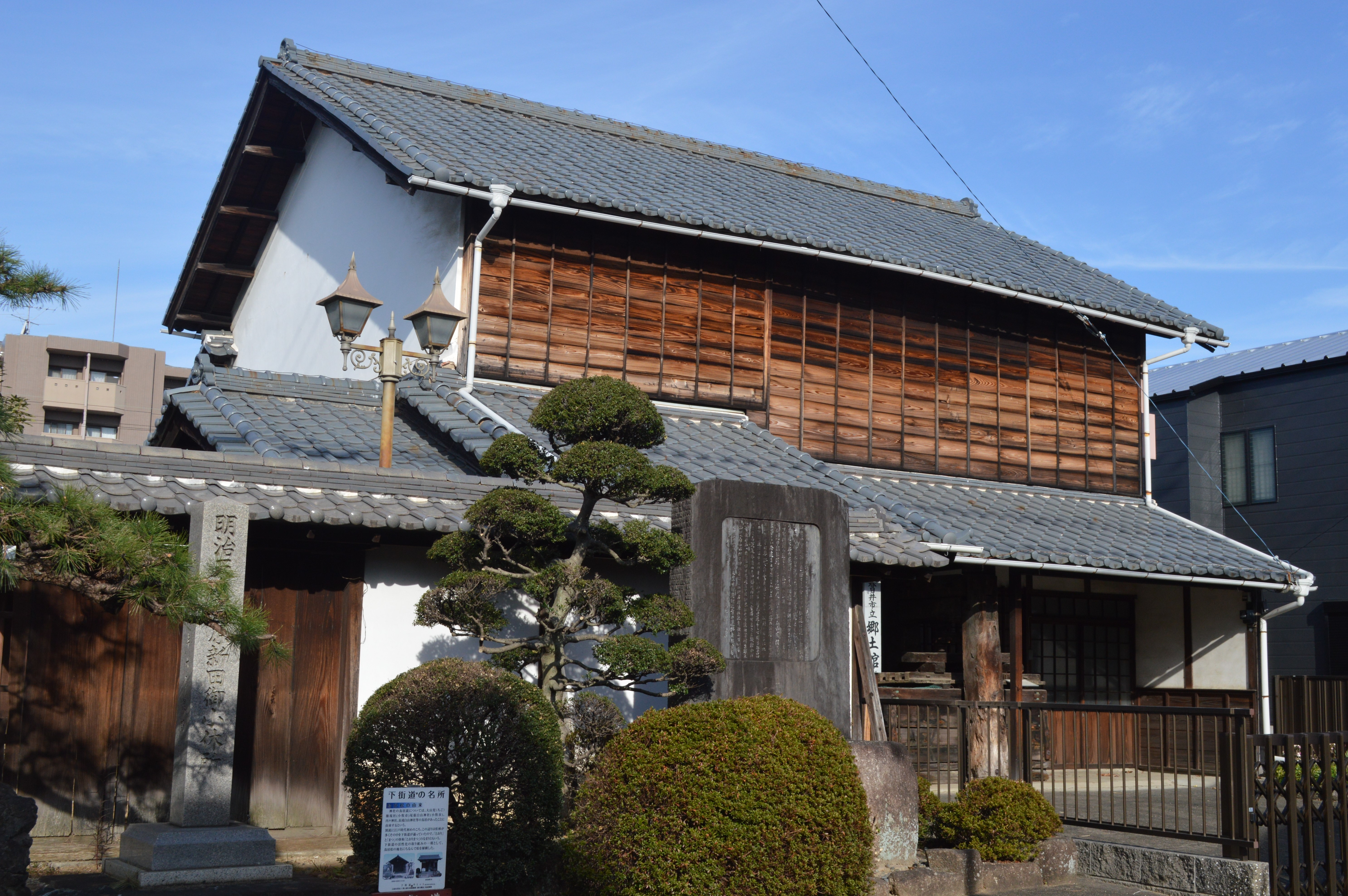
鳥居松 旧飯田重蔵離座敷
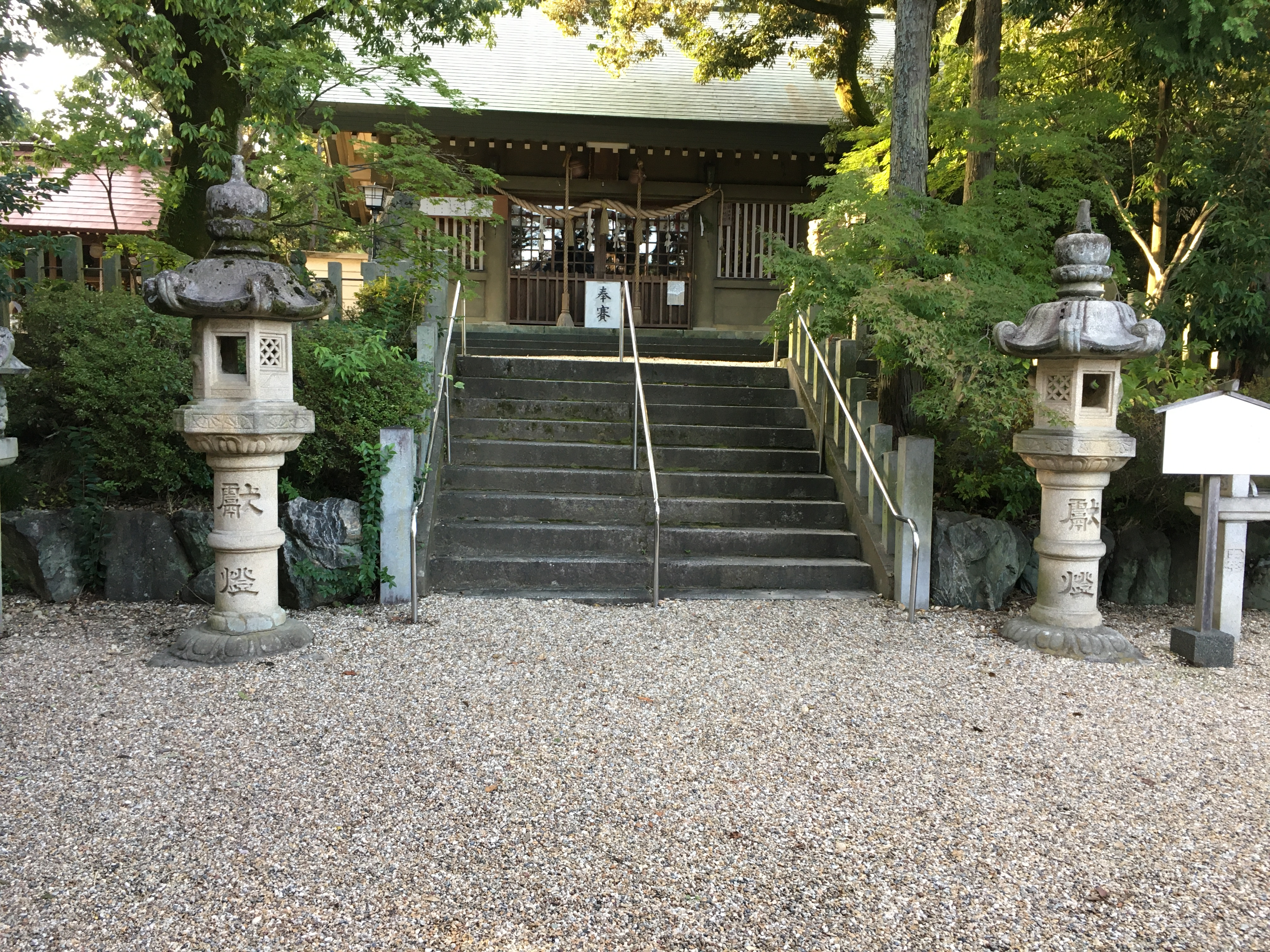
和泉 坂下御殿跡
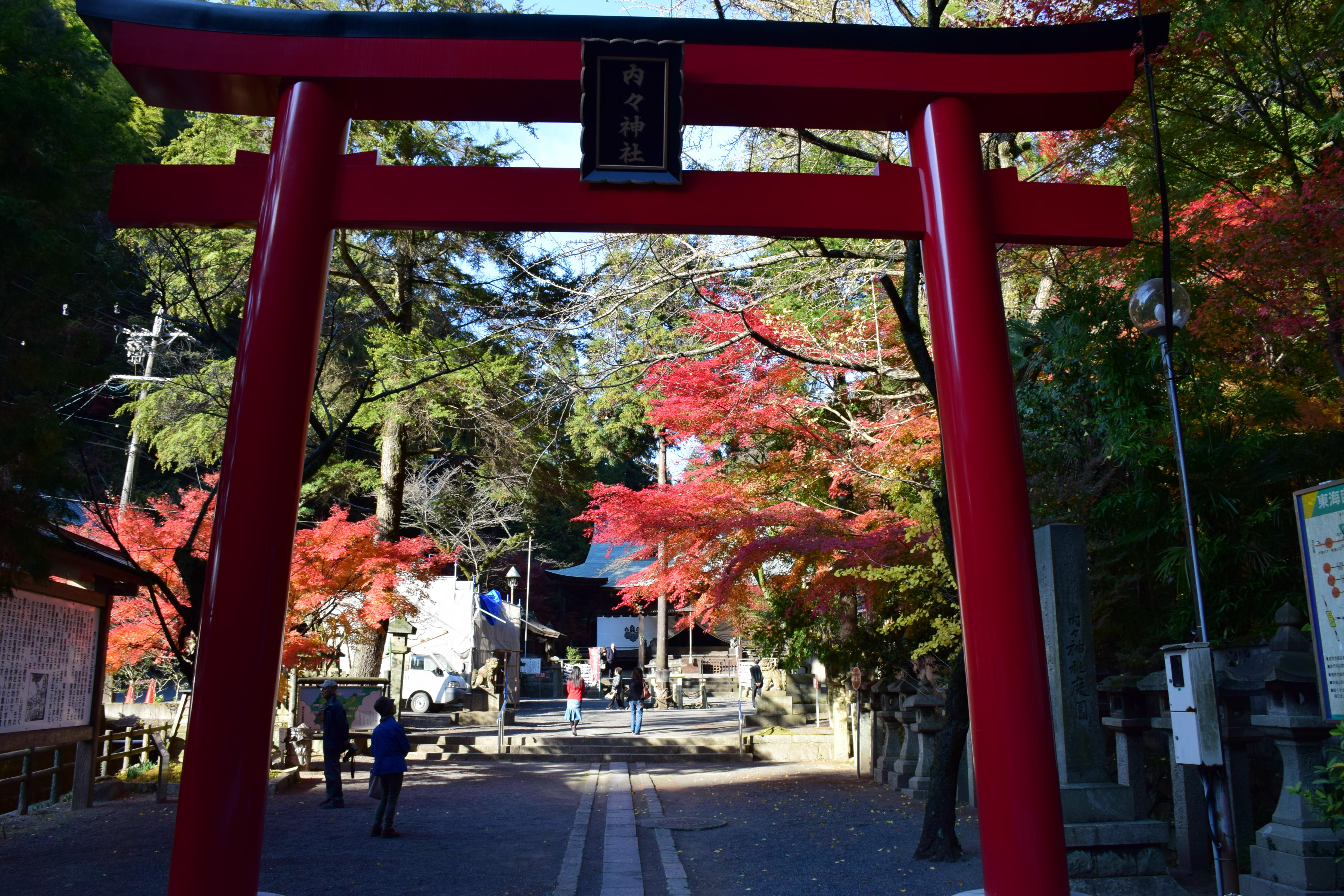
内津 内々神社
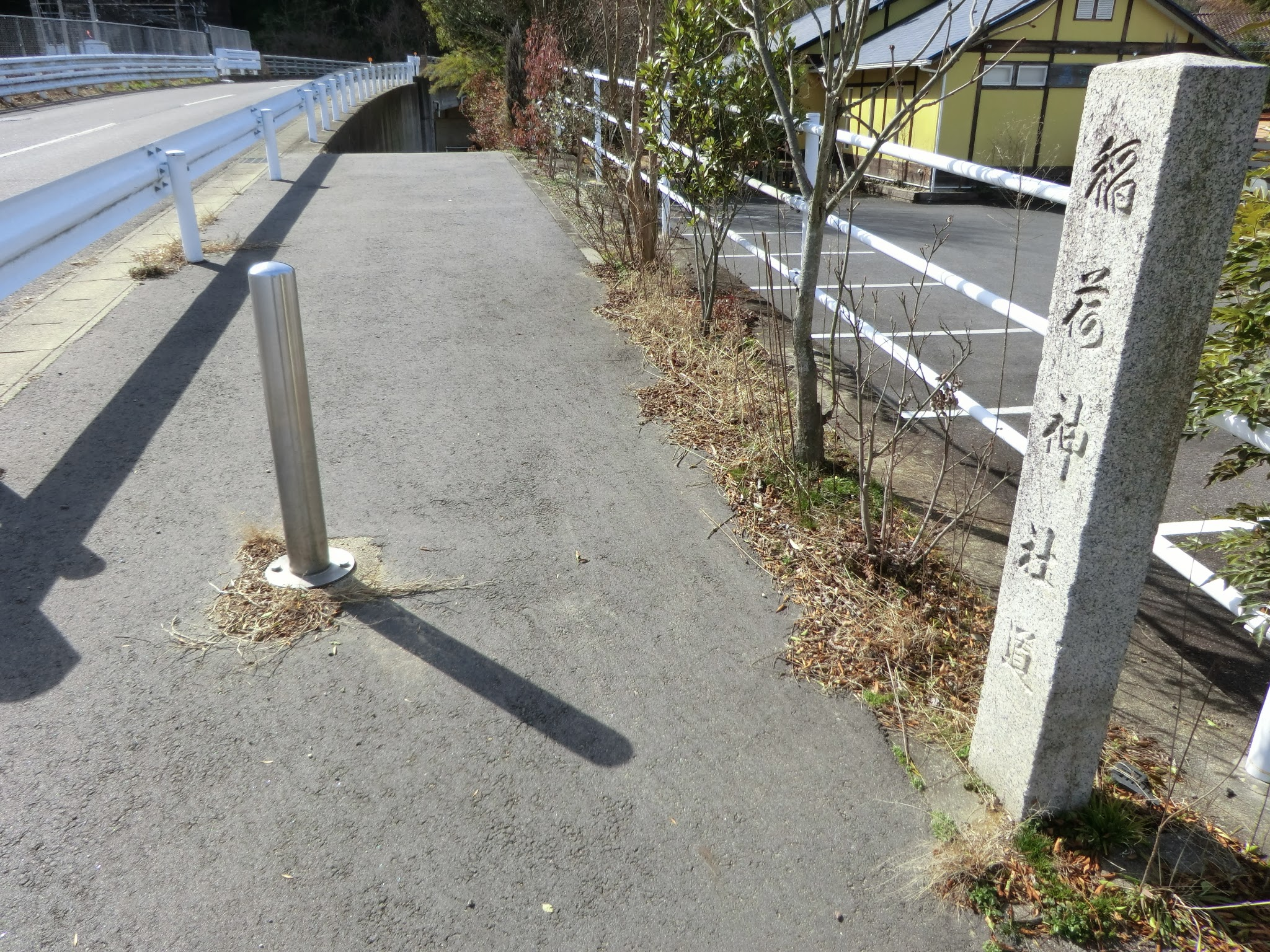
池田屋町
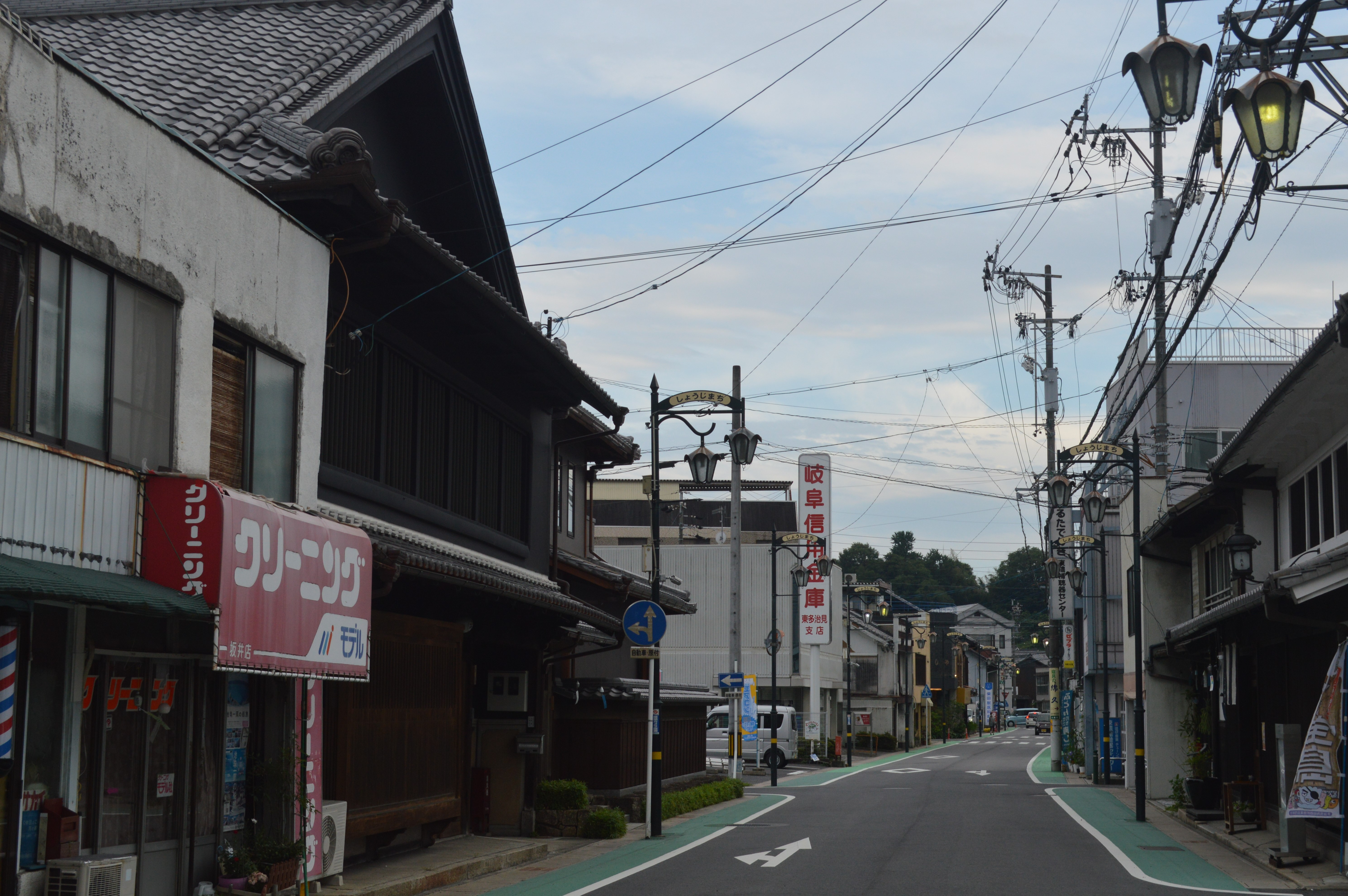
多治見 小路町
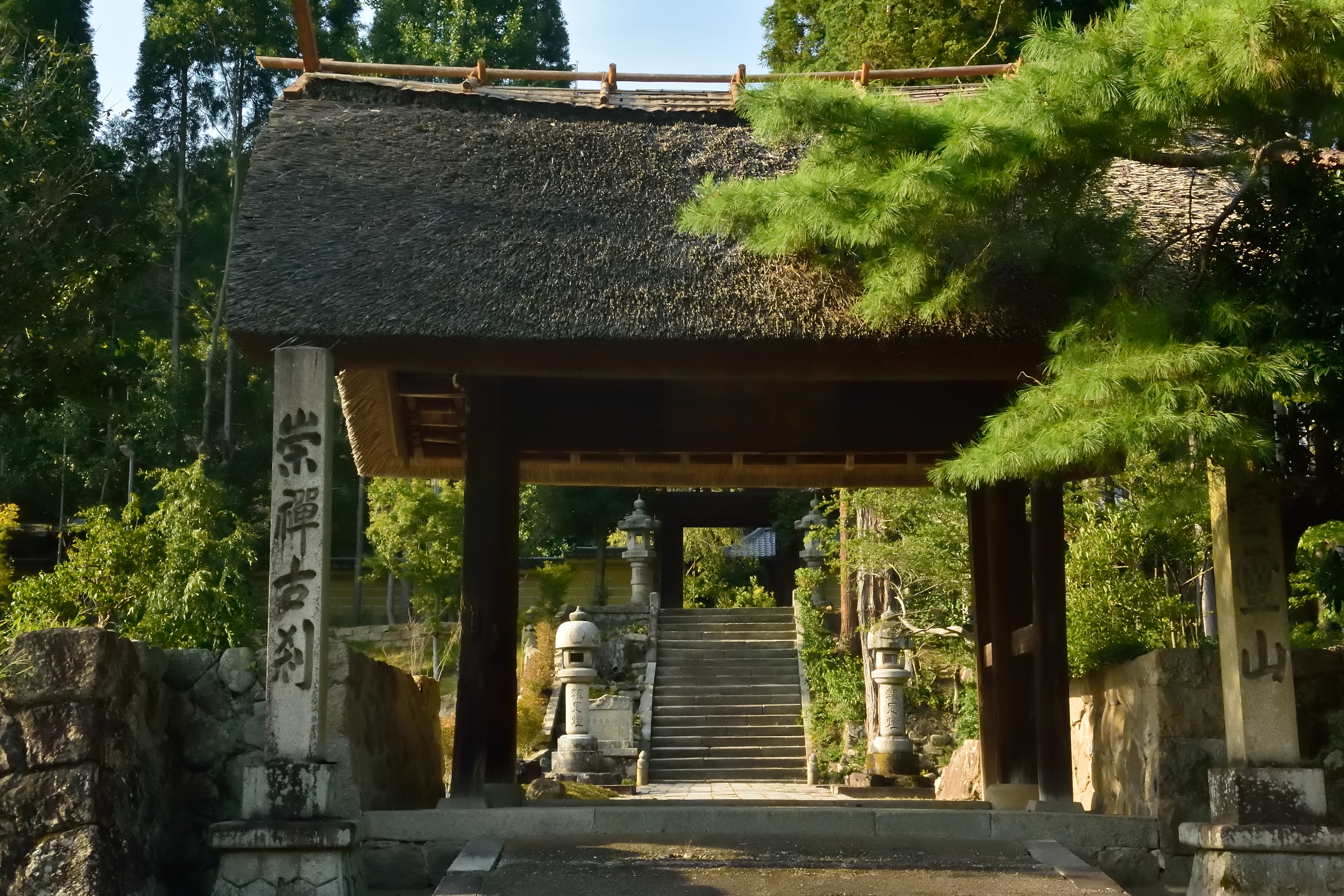
高山 崇禅寺
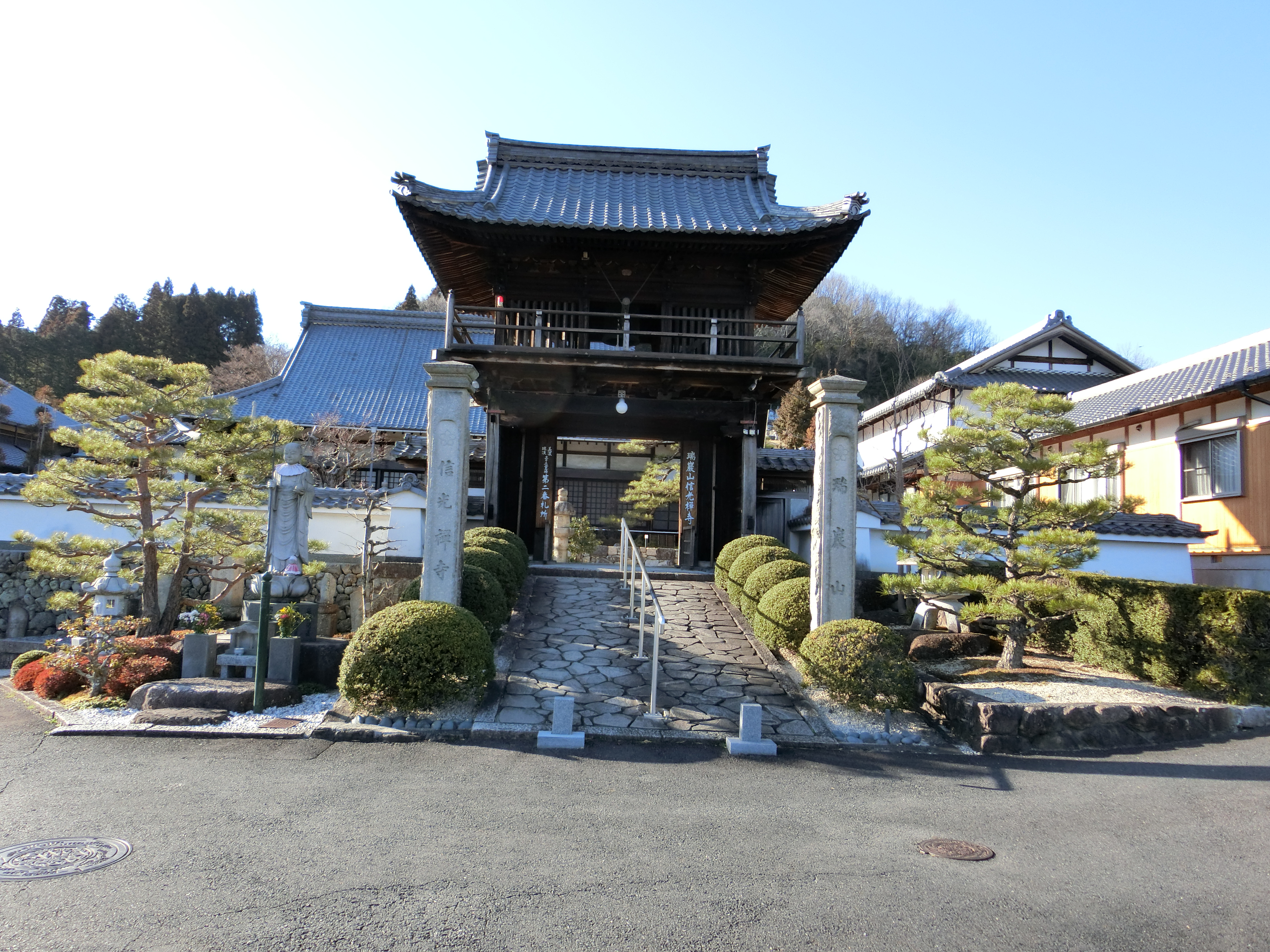
土岐 信光寺
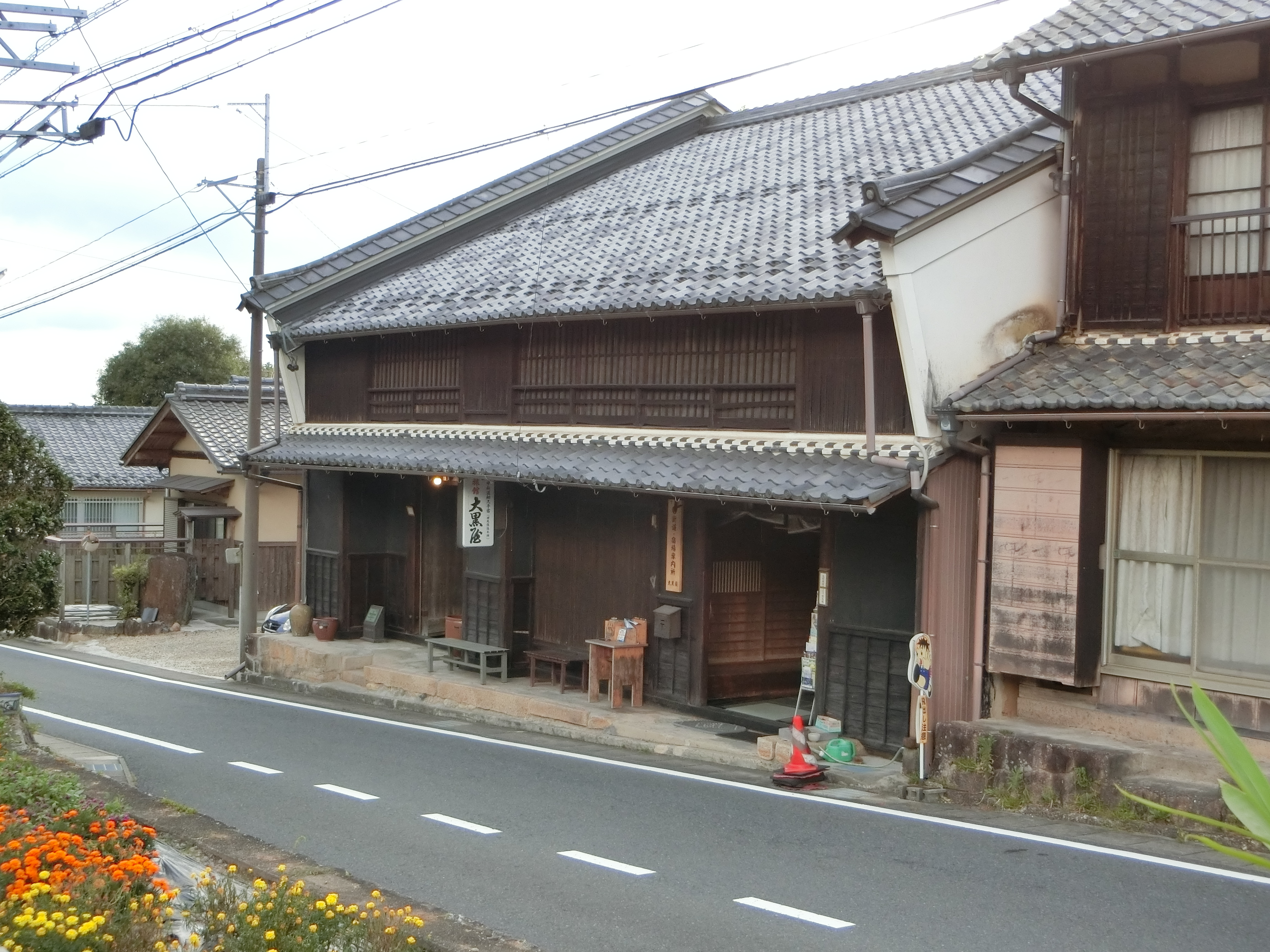
旅籠屋　大黒屋
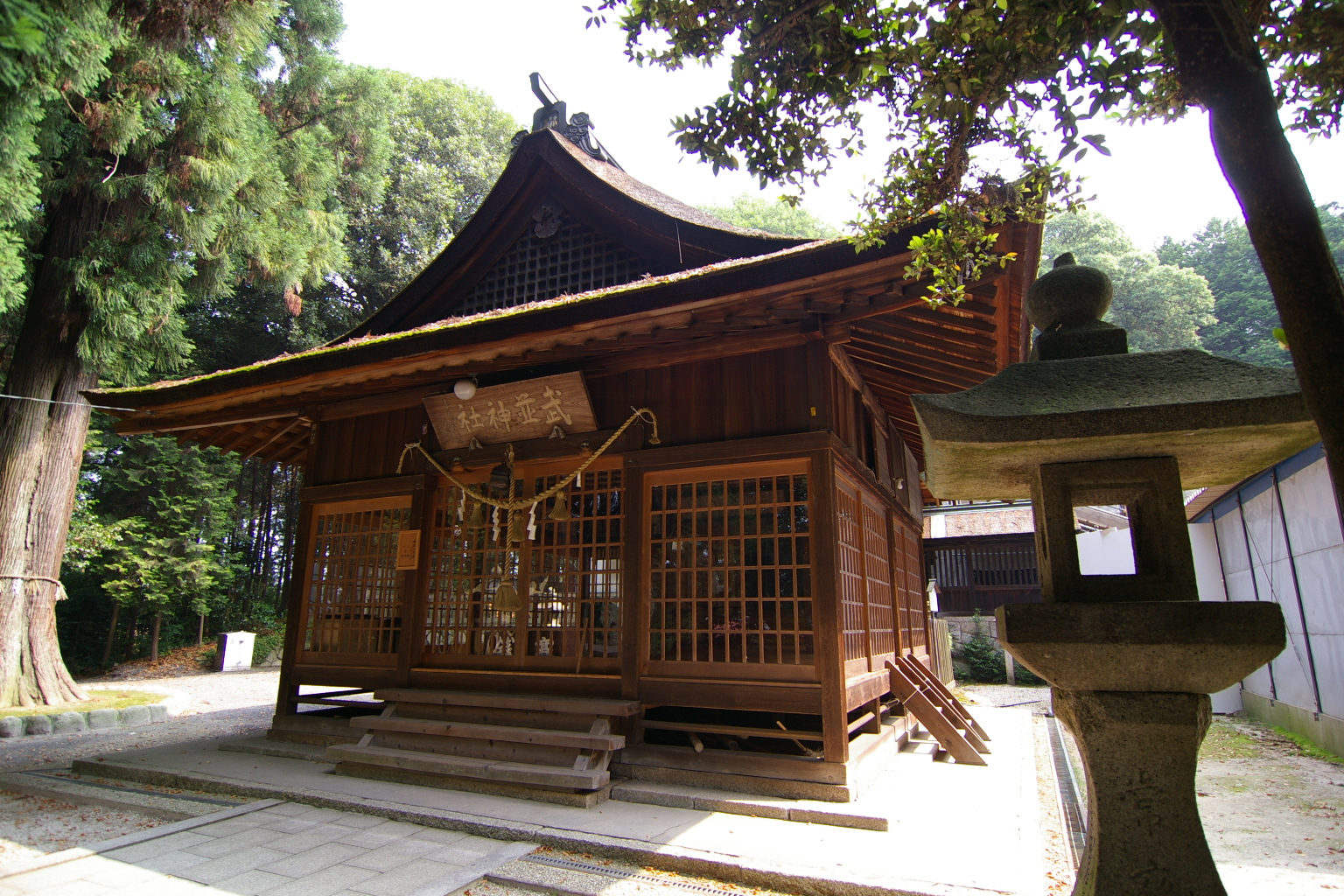
竹折
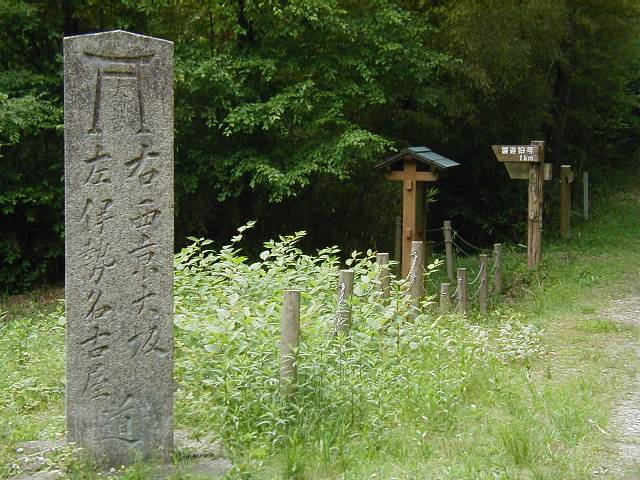
槙ヶ根追分（恵那市）中山道へ合流。
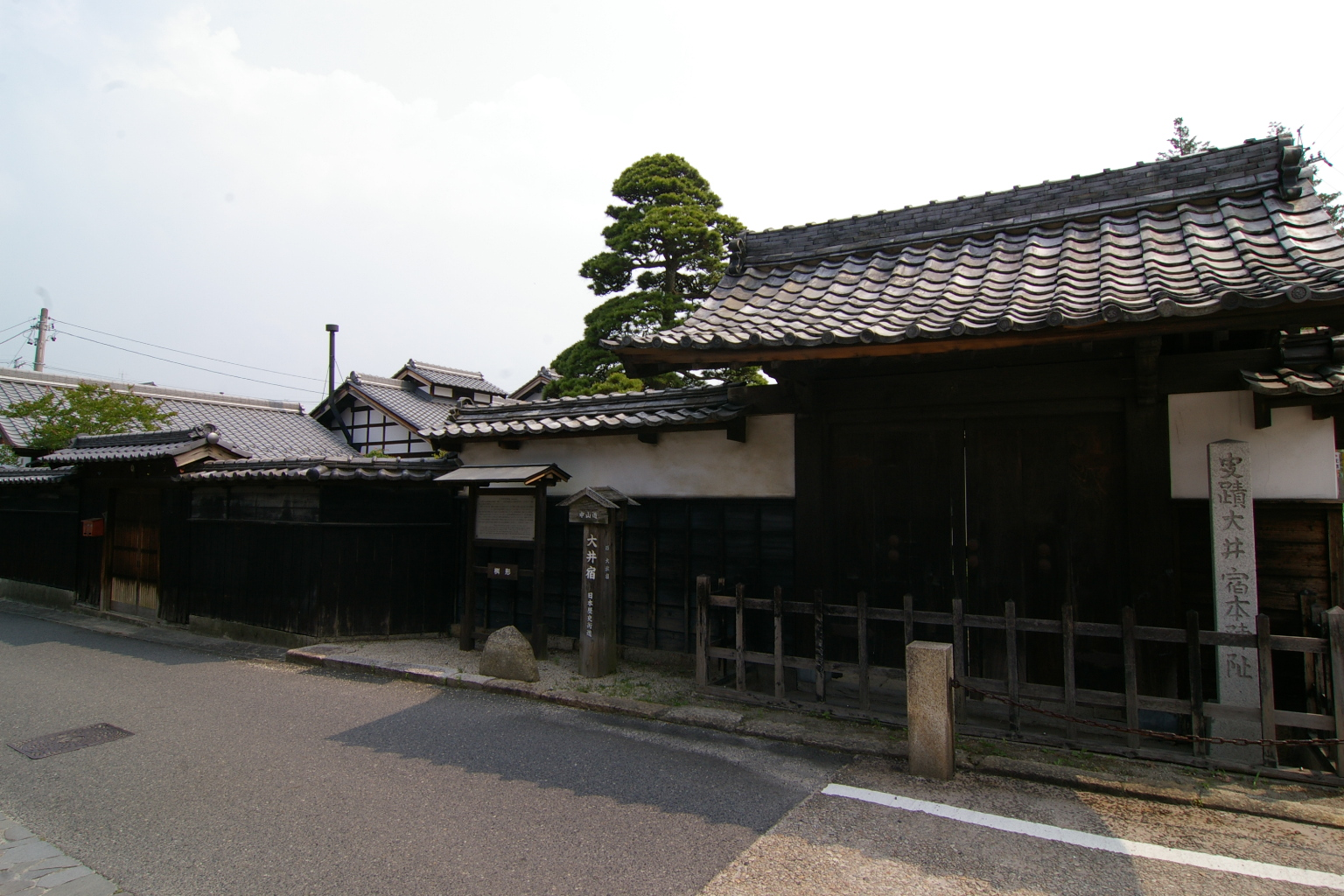
大井宿 本陣（恵那市）